# 弗雷德·佩里
弗雷德里克·约翰·佩里（英語：Frederick John Perry，1909年5月18日—1995年2月2日），英國乒乓球和網球運動員。 他在乒乓球運動生涯中曾奪得1929年世界乒乓球錦標賽男單冠軍，其后的網球運動生涯更奪得八座大滿貫男單冠軍（包括1934-36年温布尔登男單三連冠）。
他是英國首位獲得世界冠軍的乒乓球員，亦是史上首位成就生涯大滿貫的網球員（1933年美网、1934年澳网和温布尔登、1935年法网）。
弗雷德·佩里於1936年獲得温布尔登男單冠軍之後，溫網一直由外國籍選手奪冠，形成「溫布頓現象」，直到2013年才由安迪·穆雷贏得冠軍，終結英國選手的冠軍荒。
1975年，他被收錄入國際網球名人堂。1995年在澳大利亚墨爾本逝世，享年85歲。

## 生平

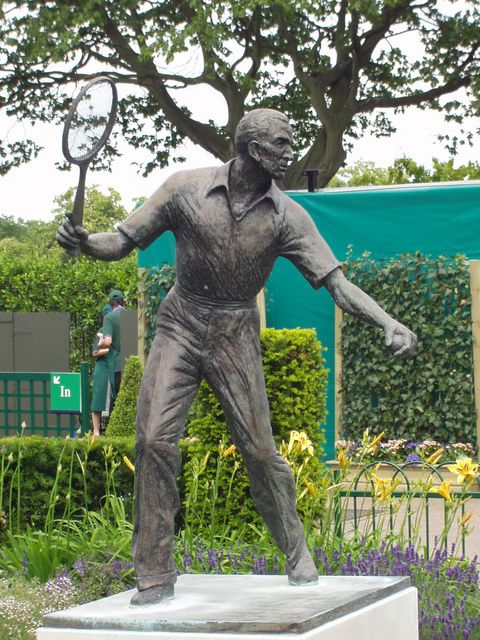
弗雷德·佩里的銅像豎立在温布尔登全英草地網球俱樂部

弗雷德·佩里在英格蘭柴郡斯托克波特出生，他的父親曾是英國工黨的下議院議員。 佩里早年是一位乒乓球運動員，1927年，他在匈牙利布達佩斯舉行的第三屆世界乒乓球錦標賽男單決賽中，擊敗東道主選手Miklos Szabados，獲得冠軍，並打破匈牙利運動員壟斷前二屆男單冠軍的局面。 他亦是第一屆世乒賽舉行十年內唯一非匈牙利籍的男單冠軍。
佩里在十八歲才正式學習打網球，並將其體育事業由乒乓球轉移到網球，他是採用大陸式握拍法的，配合在他乒乓球生涯時學會的快速移動，令他很快適應網球競技。 1934年，他打入了美網男單決賽，對手是澳大利亚球員傑克·克勞福德（Jack Crawford），賽前他已奪得澳網、法網和温布尔登男單冠軍。 一位名叫約翰·基蘭（John Kieran）的美國記者在描述傑克·克勞福德立志在當年奪取前面所說的四項賽事的冠軍的雄心壯志時，將其比喻成「A countered and vulnerable Grand Slam in bridge」。 最後，佩里在五盤大戰中以盤數3-2（局分 : 6-3, 11-13, 4-6, 6-0, 6-1）擊敗對手，取得個人首個大滿貫男單錦標，並粉碎對手成為史上首位年度大滿貫（Grand Slam）網球員的希望。
1933年的決賽，佩里率領英國隊擊敗尋求七連冠的法國隊，令英國隊自1912年後重奪冠軍。
他在1936年或以前已奪得八個大滿貫男單冠軍，不過當時他仍保留業餘身份，直至1937年，他才轉入職業。
1938年和1941年，他奪得美國職業網球錦標賽（U.S. Pro Tennis Championships）男單冠軍。
1984年 - 佩里首奪温布尔登男單冠軍後五十週年，他的銅像豎立在温布尔登全英草地網球俱樂部內。

## Fred Perry 品牌
Fred Perry是第一個由生產運動服裝發展到生產便服的品牌。
二戰後的40年代末，因為體育市場缺乏為運動員設計的專用護腕，當時一位奧地利足球員Tibby Wegner找來弗雷德·佩里，並為他設計一款印有自己名稱的護腕。 同時，他們亦察覺到市場的需要，佩里開始遊說一些頂級網球員配帶他們設計的護腕，當他們的構思得到不少網球運球員響應後，佩里就開始設計一系列的以他命名的運動服裝。
Fred Perry品牌在市場上的銷售策略非常成功，因為他們將自己設計和生產的運動服，贊助給當時的BBC電視台記者及頂尖運動員。 Fred Perry這品牌亦因此得到很高曝光率和知名度，於是更多消費者信心地購買Fred Perry品牌的產品 。
延續在體育服裝上的成功，佩里把他們出品的衣服市場推展到便服和街頭時裝。 旗下的Polo恤衫的衣領和袖位加上不同顏色的邊，這得到很多英國年輕人喜愛，因為當時在全世界，無論英國的流行服裝抑或音樂都是走在最前衛，這亦令Fred Perry的全球業務得到迅速發展。
Fred Perry品牌的黑黃Polo恤衫遭北美極右翼新法西斯組織驕傲男孩成員大量購買當制服穿，導致Fred Perry在官方網上發布聲明，於2019年9月起，全北美市場下架黑黃Polo恤衫。

## 網球大滿貫

### 男單

#### 冠軍 (8)
| 年份 | 比賽     | 場地 | 決賽對手            | 對手國籍 | 勝方比分                  |
| ---- | -------- | ---- | ------------------- | -------- | ------------------------- |
| 1933 | 美网     | 草地 | 傑克·克勞福德       | 澳大利亚 | 6-3, 11-13, 4-6, 6-0, 6-1 |
| 1934 | 澳网     | 草地 | 傑克·克勞福德       | 澳大利亚 | 6-3, 7-5, 6-1             |
| 1934 | 温布尔登 | 草地 | 傑克·克勞福德       | 澳大利亚 | 6-3, 6-0, 7-5             |
| 1934 | 美网     | 草地 | 威尔默·艾利森       | 美國     | 6-4, 6-3, 1-6, 8-6        |
| 1935 | 法网     |      | Gottfried von Cramm | 德國     | 6-3, 3-6, 6-1, 6-3        |
| 1935 | 温布尔登 | 草地 | Gottfried von Cramm | 德國     | 6-2, 6-4, 6-4             |
| 1936 | 温布尔登 | 草地 | Gottfried von Cramm | 德國     | 6-1, 6-1, 6-0             |
| 1936 | 美网     | 草地 | Don Budge           | 美國     | 2-6 6-2 8-6 1-6 10-8      |

#### 亞軍 (2)
| 年份 | 比賽 | 場地 | 決賽對手            | 對手國籍 | 勝方比分                |
| ---- | ---- | ---- | ------------------- | -------- | ----------------------- |
| 1935 | 澳网 | 草地 | 傑克·克勞福德       | 澳大利亚 | 6-2, 4-6, 4-6, 4-6      |
| 1936 | 法网 |      | Gottfried von Cramm | 德國     | 0-6, 6-2, 2-6, 6-2, 0-6 |

### 男雙冠軍 (2)
- 1934年澳网
- 1936年法网

### 混雙冠軍 (4)
- 1932年法网
- 1932年美网
- 1935年、1936年温布尔登

## 三大職業網球賽（公開賽年代前）

### 男單冠軍 (2)
- 1938年、1941年美國職業網球錦標賽（英语：Tennis, professional tournaments before the open era#United States Pro Championship）（U.S. Pro Tennis Championships）

### 男單亞軍 (2)
- 1939年、1940年美國職業網球錦標賽